# Шипіцин Олег Олександрович
Олег Олександрович Шипіцин (рос. Олег Александрович Шипицин; 17 липня 1974, Ухта, Комі АРСР — 18 березня 2022, Маріуполь, Україна) — російський військовик, старший матрос ВМФ РФ. Герой Російської Федерації.

## Біографія
Виріс в Рубцовську, де в 1993 році був призваний в ЗС РФ. Після закінчення строкової служби підписав контракт і продовжив службу. Учасник громадянської війни в Таджикистані і Другої чеченської війни. Після закінчення контракту деякий час працював шахтарем на підземній гірській ділянці №2 Рубцовської копальні. В 2021 році служив у російських частинах в Нагірному Карабасі. З 24 лютого 2022 року у складі 810-ї окремої бригади морської піхоти брав участь у вторгненні в Україну. Загинув у бою. 11 квітня був похований в селі Косіха.

## Нагороди
Отримав численні нагороди, серед яких:
- Медаль Суворова
- Медаль «За військову доблесть» 2-го ступеня
- Звання «Герой Російської Федерації» (5 липня 2022, посмертно) — «за мужність та героїзм, проявлені під час виконання бойового завдання.» 9 серпня 2022 року медаль «Золота зірка» була передана рідним Шипіцина губернатором Алтайського краю Олександром Карліним.

## Вшанування пам'яті
В лютому 2023 року бойовому катеру Чорноморського флоту РФ було надано ім'я «Олег Шипіцин».